# Imbituba
Imbituba är en stad och kommun i Brasilien och ligger i delstaten Santa Catarina. Folkmängden i kommunen uppgick år 2014 till cirka 43 000 invånare, varav en tredjedel bor i centrala Imbituba. Kommunen omfattar tre jämnstora orter; förutom centrala Imbituba även Mirim (cirka 15 000 invånare) och Vila Nova (cirka 12 000 invånare).

## Administrativ indelning
Kommunen var 2010 indelad i tre distrikt:
- Imbituba
- Mirim
- Vila Nova